# ヴィテニス

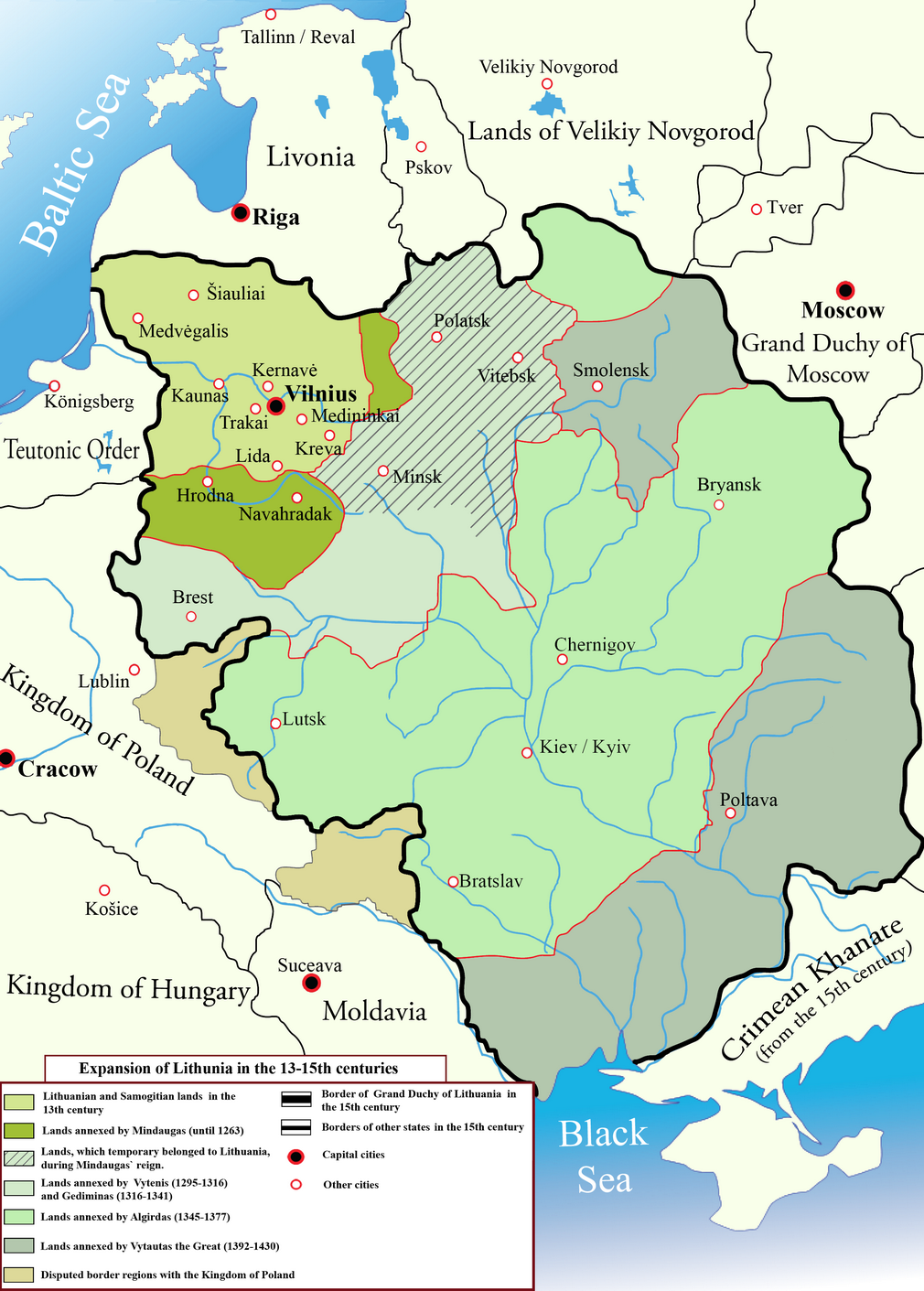
13世紀から15世紀にかけてのリトアニアの拡大

ヴィテニス（リトアニア語: Vytenis）は、1295年から1316年にかけてのリトアニア大公。彼は長きに渡るゲディミナス朝の最初の統治者である。14世紀初頭にヴィテニスの名はゲディミナスに先駆けてとどろかせ、現代のリトアニアの歴史家に拠って偉大な統治者と見做されている。ヴィテニスの統治はルーシ、マゾフシェ、ドイツ騎士団との絶え間ない抗争による公国の強固化の業績として留められている。

## 抗争
最初にヴィテニスの名が言及されるのは1292年に彼の父が800の軍勢を率いてマゾフシェに侵攻してレツィアまで達した時である。父の死後、1295年から公位に就いた。ヴィテヌスは間もなくポーランド継承戦争に巻き込まれたが、ヴワディスワフ1世短身王の対抗馬であるボレスワフ2世を支援している。ボレスワフ2世はリトアニア出身であるガウデマンダを妻としていたからである。ルーシの地でヴィテヌスはミンダウガス暗殺後の失地回復を果たすと同時にピンスク・トゥーロフ両公国を併合している。
異教徒であるリトアニアとサモギティアへの十字軍は激しさを増し、1290年代にはドイツ騎士団とリヴォニア騎士団がプロイセンとバルト海沿岸を征服したことにより新しい水準に達していた。ヴィテヌスの統治間には反対側であるドイツ騎士団の居城に匹敵するほどの防壁城ラインが築かれ、ネマン川からユリア川まで堤防が強化された。この期間にドイツ騎士団は北方のリヴォニア騎士団と連絡を取るためにバルト海～サモギティア間の回廊の建設を試みている。ヴィテニスの統治間にドイツ騎士団は20回に及ぶサモギティアへの侵攻を行っている。ヴィテニスはサモギティアへの貴族への影響力の浸透と言う手段を講じ、それはサモギティア貴族の裏切り・亡命の増加で裏付けられている。ゲディミナスは貴族の統制することでヴィテヌスを助けているが、ドイツ騎士団の家臣としてプロイセンに移住することを考えていたらしい。ドイツ騎士団はまたセミガリア全体の支配を強化していたが、そこにはエイズクラウクルの戦い以来からリトアニア人の駐屯軍がいた。ドイツ騎士団は1281年から1313年にかけてリトアニアが支配していたディナブルク城を奪取している。

## リガとの同盟
ヴィテニスの最も評価されるべき業績の一つにリガとの同盟がある。1297年にリガの司教、同都市の分離協会、リヴォニア騎士団の不仲が原因で内戦が勃発した。ヴィテヌスはリガの市民への援助を申し出て、更には不明瞭ではあるがキリスト教への改宗も約束したので異教徒の兵士とキリスト教の住民間の宗教的緊張が緩和された。ヴィテニスはリヴォニアへの侵攻に成功し、リガ北方のカルクス城を破壊し、トライダの戦いに勝利してブルノ団長と22人の騎士を打ち取っている。リヴォニアは安定し、ヴィテニスは1298年から1313年にかけて11回にも及ぶプロイセンのドイツ騎士団への遠征をおこなうが 、ブロドゥニカも巻き込まれ、彼の地では大量殺戮が行われた 。この原因は1318年のドイツ騎士団がポメラニアを占領し、ポーランドと諍いを始めたことによる。
リトアニアの駐屯軍は、1313年にリガの住民が市をドイツ騎士団に明け渡し、異教徒が追放されるまで、“リトアニア城”と呼ばれた郊外に留め置かれてリガの守備に就いていた。リガとの友好は貿易や商業を活性化させ、1307年からポロツクにあるダウガヴァ池への影響力を助長させ、リトアニアによる主要な貿易の立場を強化させた.。リガとの連絡が閉ざされたことによりヴィテニスは1312年にフランシスコ修道会を招き入れ、彼らにナヴァフルダックのドイツ人商人のためのカトリック教会を経営させた。宗教上の土壌は、ヴィテニスは1316年からのリトアニアの都市化に土台を置いていたそうである. 。都市化はヴィリニュスとモスクワ間のルーシに於ける宗教的長の競争手段であった。

## 死と後継
ヴィテニスは1316年頃に後継者を残すことなく没した。その死の周囲の状況は知られていない。長い間、ロシア歴史家は軽い打撲であると主張した。しかしながら、これはロシアの著述家の間違いである、即ち、ドイツ騎士団がゲディミナスがヴィテニスを殺して公位を簒奪したというプロパガンダを不正確に翻訳したのである.。ヴィテニスの最後の記述は、ドイツ騎士団がネマ川の右側の堤防に最初に築いたクリストメーメル城への1315年9月期間中の包囲に失敗したことである。歴史家はヴィテニスには父に先立って没した可能性のあるズベルグティスという一人息子がいたことが知られている 。このような状況はヴィテニスの兄弟であるゲディミナスの公即位を可能にした。彼の統治間で公国は軍事的にも政治的にも東ヨーロッパの大国になるのである。